# Simonow AWS-36
Das Simonow AWS-36 (Awtomatitscheskaja Wintowka Simonowa obrasza 1936 goda, russisch Автоматическая винтовка Симонова образца 1936 года, auf Deutsch: Automatisches Gewehr Simonows Modell 1936) ist ein sowjetisches Schnellfeuergewehr. Das AWS-36 zählt zu den frühen praxistauglichen Schnellfeuergewehren, konnte sich aber aufgrund der komplexen Verschlusskonstruktion nicht dauerhaft durchsetzen. Bedeutend ist die Konstruktion des Gassystems, die sich in wenig veränderter Form in vielen späteren bis jetzigen automatischen Gewehren wiederfindet. Der GAU-Index lautet 56-A-225.

## Geschichte
Simonow hatte bereits 1926 ein erstes Selbstladegewehr vorgestellt, dem allerdings kein Erfolg beschieden war. Obwohl die sowjetische Militärführung schon früh großes Interesse an modernen Gewehren bekundet hatte, erschienen brauchbare Exemplare aus eigener Entwicklung erst in den 1930er-Jahren. 1931 reichte Simonow ein Schnellfeuergewehr ein, das nach Schießtests von der GAU (Hauptverwaltung der Artillerie, die auch für Schützenwaffen zuständig war; siehe GRAU-Index) zur Truppenerprobung empfohlen wurde. Die Serienfertigung war für 1934 geplant, kam jedoch nicht zustande. Es fanden mehrere Vergleichsschießen statt, um den Nachfolger des in die Jahre gekommenen Mehrladers Mosin-Nagant zu küren. In diesem prestigeträchtigen Wettbewerb konnte sich schließlich Sergej Simonows verbessertes Modell von 1936 gegen die Entwürfe Tokarews und Degtjarjows durchsetzen und wurde im gleichen Jahr als Teil der Ausrüstung der Roten Armee akzeptiert sowie dessen Fertigung in größeren Stückzahlen in Auftrag gegeben.
Als das verbesserte Tokarew SWT-38 verfügbar war, wurde die Produktion des AWS-36 eingestellt. Die Produktionseinstellung wird mit 1940 angegeben, obwohl für 1939 und 1940 keine Stückzahlen bekannt sind.

## Technik
Das AWS-36 ist ein Gasdrucklader mit Riegelverschluss im Kaliber 7,62 × 54 mm R. Die Verriegelung erfolgt durch einen kulissenförmigen vertikalen Verriegelungsblock im Verschlussgehäuse.
Das Gassystem des AWS-36 besteht aus dem Gasblock mit Gasregler, der einen Teil der Pulvergase durch eine Bohrung oberhalb des Laufes in Mündungsnähe abzapft, einem Gaskolben mit kurzem Hub, Stößelstange und einem Zwischenstück mit eigener Rückholfeder. Die Gasmenge, die auf den Gaskolben wirkt, kann mit dem dazugehörigen Schlüssel an einer Dreikantschraube, die nach vorn aus dem Gasblock herausragt, eingestellt werden. Der Impuls des Kolbens wird über die Stößelstange auf das Zwischenstück und von diesem auf den Verschlussträger übertragen, der dadurch zurückläuft. Die Rückholfeder des Zwischenstücks bringt dieses samt Stößelstange und Gaskolben wieder in die Ausgangsposition. Das gesamte Gassystem ist vom u-förmigen oberen Handschutz umgeben, der aus einem gelochten Blech besteht, das im hinteren Teil mit Holz verkleidet ist. Der vordere, freie Teil dient dem Abführen der überschüssigen Pulvergase.
Der vertikale Verriegelungsblock hat eine rechteckige Aussparung, durch die Verschlussträger und Verschluss an das Patronenlager reichen. Vorn oben am Verschlussträger befindet sich eine Keilfläche, die mit dem oberen Quersteg des Verschlusses interagiert. Nach kurzem Rücklauf des Verschlussträgers gibt dieser den Verriegelungsblock frei, der durch eine Feder nach unten aus der Aussparung des Verschlusses gedrückt wird. Dadurch ist der Verschluss entriegelt, läuft zusammen mit dem Verschlussträger zurück, die Patronenhülse wird ausgeworfen und das Schlagstück gespannt. Die Schließfeder sitzt im Gehäusedeckel und wird von einer Stange geführt. Beide ragen in eine Bohrung im Verschlussträger.
Bei der Vorwärtsbewegung das Verschlussträgers führt der Verschluss eine neue Patrone aus dem Magazin zu. Bei Einzelfeuer wird die Schlagfeder gespannt, wenn die Nase des Schlagstücks am Abzugsstollen gefangen und zurückgehalten wird. Bei Dauerfeuer verbleibt der Abzugsstollen versenkt im Verschlussgehäuse und der Schlagbolzen in vorderer Stellung. Der Schuss bricht, wenn der Verschluss seine vorderste Stellung erreicht hat.
Der Feuerwahlhebel befindet sich rechts hinten und erlaubt die Einstellungen Einzel- und Dauerfeuer; zusätzlich dient er als Demontagehebel für den massiven Gehäusedeckel. Der Sicherungshebel befindet sich auf der rechten Seite am Abzugsbügel, der Putzstock in einer Aufnahme außerhalb des Schaftes ebenfalls auf der rechten Waffenseite. Der Spannschieber auf der rechten Seite ist fest mit dem Verschlussträger verbunden und bewegt sich mit diesem vor und zurück.
Der Mündungskompensator war wenig effizient, wodurch die Waffe bei Dauerfeuer kaum zu kontrollieren war.
Das AWS-36 verfügt über Wechselmagazine, kann aber auch mit Ladestreifen des Mosin-Nagant geladen werden, wofür sich im Verschlussdeckel eine entsprechende Führung befindet. Am Zubringer des Magazins befindet sich eine Nase, die den Verschlussfang aktiviert.
Das Bajonett der Vorserienwaffen konnte 90° zum Lauf nach unten arretiert werden, um als Auflagehilfe zu dienen. Diese Möglichkeit wurde für die endgültige Version nicht übernommen.
Das Geschoss der 7,62-mm-Infanteriepatrone erreichte aus dem 615 mm langen Lauf mit einer Dralllänge von 557 mm eine Mündungsgeschwindigkeit von 835 m/s, die praktische Feuergeschwindigkeit betrug bei Einzelfeuer 20–25 Schuss/min, bei kurzen Feuerstößen 40 Schuss/min.
In der laufenden Produktion stellte sich heraus, dass die Einzelteile sehr aufwendig zu fertigen waren, was einer effektiven Massenproduktion im Wege stand und hohe Herstellungskosten zur Folge hatte.
| Jahr  | 1934 | 1935 | 1937   | 1938            | Gesamt |
| Stück | 106  | 286  | 10.280 | 23.401 (24.401) | 65.800 |

Weitere Nachteile der Waffe waren der starke Rückstoß und laute Mündungsknall, was sie mit anderen zeitgenössischen Infanteriegewehren gemeinsam hatte, die gleichfalls Gewehrmunition aus relativ kurzen Läufen verschossen.

## Einsatz
Das AWS-36 kam in den Konflikten vor dem Zweiten Weltkrieg zum Einsatz, zum Beispiel bei der Schlacht am Chalchin Gol und im Winterkrieg gegen Finnland. Insbesondere in Finnland zeigte sich, dass der Lademechanismus zu filigran und schlecht gegen Verschmutzung geschützt war, Ladehemmungen und Totalausfälle häuften sich. Im Zweiten Weltkrieg wurde das AWS-36 kaum noch verwendet. Einige wenige Exemplare wurden von der deutschen Wehrmacht erbeutet und dort als Selbstladegewehr 257 (r) deklariert. Näheres dazu findet man in der Liste von Selbstladegewehren gemäß den Kennblättern fremden Geräts D 50/1.